# Мурниеце, Линда
Ли́нда Му́рниеце (латыш. Linda Mūrniece, в 2012—2017 Линда Абу Мери; 28 марта 1970, Добеле, Латвийская ССР, СССР) — латвийский государственный деятель, экс-министр внутренних дел Латвии, ранее министр обороны, депутат 8-го и 9-го Сейма Латвии. Стала первой женщиной на посту министра обороны и министра внутренних дел Латвии.

## Биография
Окончила школу № 1 в Юрмале (1988) и Латвийский университет (1995), по образованию журналист.
Работала инспектором полиции, инспектором Полиции безопасности, сотрудником пресс-центра МВД, руководителем рекламного отдела «ВЭФ-банка», руководителем проектов партии «Новое время».
В октябре 2002 года избрана депутатом 8 созыва Сейма Латвии. Была членом комитетов по национальной безопасности, обороне и внутренним делам, заместителем председателя фракции «Новое Время». В 2004—2006 годах глава парламентского комитета по противодействию коррупции.
С января по апрель 2006 года — министр обороны Латвии.
В 2006—2009 годах депутат 9 созыва сейма Латвии, член комитетов национальной безопасности, обороне и внутренним делам, противодействию коррупции.
С 12 марта 2009 по 6 июня 2011 года — министр внутренних дел Латвии.

### Семья
Трижды была замужем: первый раз — за Раймондом Мурниексом (развелись в 2011; в браке родилось двое детей). Второй муж — латвийский политик ливанского происхождения Хоссам Абу Мери, с которым Мурниеце состояла в браке с 2012 до июня 2017 года. Третий муж — лиепайчанин Агрис Фрейберг. С ним они поженились в ноябре 2020 года, но брак продлился всего два месяца.